# جارد باين
جارد باين (بالإنجليزية: Jared Payne)‏ هو لاعب اتحاد الرغبي نيوزيلندي، ولد في 13 أكتوبر 1985 في تاورانجا في نيوزيلندا.

## وصلات خارجية
- جارد باين عل موقع إسبنسكروم (الإنجليزية)
- جارد باين على موقع ItsRugby.co.uk (الإنجليزية)